# Калинников, Виктор Сергеевич
Ви́ктор Серге́евич Кали́нников (1870—1927) — русский советский дирижёр, композитор и педагог. Брат Василия Сергеевича Калинникова. Один из организаторов московской Народной консерватории (1906).
Автор главным образом хоровых произведений («Лес», «На старом кургане», «Жаворонок», «Элегия», «Солнце, солнце встаёт», и др.), популярных детских песен («Тень-тень», «Журавель» и др.), обработок русских народных песен, переложений для хора («Интернационал», «Марсельеза»), симфонических, камерно-инструментальных, духовных (номера из «Литургии») и др. сочинений.
В 1897—1923 годах преподавал в Московском синодальном училище (после 1917 года — Хоровая академия), в 1922—1926 — в Московской консерватории.
Хоровые сочинения Калинникова подкупают своей простотой, красотой, образностью, кантиленой звучания. В мае 2009 года в Большом Зале Московской консерватории Камерным хором Московской консерватории под руководством профессора Бориса Тевлина были исполнены все светские хоры Калинникова.
Светские и духовные произведения Калинникова исполнял и хор Пермского театра оперы и балета под руководством дирижёра Евгения Воробьёва.
Похоронен на Новодевичьем кладбище (участок № 2).